# Balta yorkensis
Balta yorkensis es una especie de cucaracha del género Balta, familia Ectobiidae.

## Distribución
Esta especie se encuentra en Australia (Queensland).